# Osloloppet
Osloloppet var en cykeltävling som arrangerades 1927–1931 på sträckan Oslo–Stockholm. 

## Tävlingen
Antalet etapper i Osloloppet varierade mellan fyra och fem och den totala sträckan mellan 650 och 811 km. Loppet var av stor betydelse för den svenska cykelsporten genom att ryttarna fick träning i linjeloppskörning samt tillfälle att möta de övriga nordiska ländernas elitmän. Osloloppet arrangerades av SK Fyrishof (första året IF Thor) i Uppsala och Stockholms-Tidningen. Medarrangör från norsk sida var samtliga år Idrettsklubben Hero i Oslo,1927 och 1928 tillsammans med Aftenposten och 1929 och 1930 med Sportsmanden. Organisatör var Arthur Gozzi under alla fem åren.

## Resultat

### 1927
Oslo–Halden–Lidköping–Uppsala–Stockholm (fyra etapper) 793 km
1. Georg Johnsson, IFK Enskede, 26.03.27,5
2. Henry Hansen, Danmark, 26.04.52,7
3. Folke Nilsson, IF Thor, 26.11.30,8

### 1928
Oslo–Halden–Mariestad–Uppsala–Stockholm (fyra etapper) 800 km 
1. Henry Hansen, Danmark, 27.01.11,1
2. Raul Hellberg, Finland, 27.02.09,5
3. Erik Nordin, Uppsala CK, 27.13.48,5

### 1929
Oslo–Halden–Uddevalla–Örebro–Uppsala–Stockholm (fem etapper) 811 km 
1. Henry Hansen, Danmark, 27.43.01,8
2. Erik Jansson, SK Fyrishof, 27.43.09,9
3. Gustaf Svärd, Uppsala CK, 27.47.20,6

### 1930
Etapp I, 13 mil kring Oslo, Oslo–Karlstad–Örebro–Uppsala–Stockholm (fem etapper), 650 km. Tredje etappen, Karlstad–Örebro, 130 km, kördes med individuell start, fjärde etappen, Örebro–Uppsala, 190 km, med deltagarna uppdelade i två grupper, som startade med 10 minuters mellanrum. I de övriga etapperna tillämpades vanlig gemensam start.
1. Raul Hellberg, Finland, 24.43.22
2. Georg Johnsson, IFK Enskede, 25.03.24,7
3. Hjalmar Pettersson, SK Fyrishof, 25.05.13

### 1931
Oslo–Arvika–Örebro–Uppsala–Stockholm (4 etapper) 685 km. På sista sträckan tillämpades individuell start.  
1. Bernhard Britz, IFK Enskede, 20.48.55,1
2. Georg Johnsson, IFK Enskede, 20.52.29,6
3. Erik Eriksson, Hässelby CK, 20.55.09